# Quebrada Mamilla
La quebrada Mamilla es un curso natural de agua que nace unos 12 kilómetros al norte de Tocopilla y fluye hacia el oeste hasta desembocar en el océano Pacífico.

## Historia
La quebrada es accesible por la carretera que une Tocopilla e Iquique, a unos 10 km al norte de Tocopilla.
Se han encontrado en la quebrada 14 sitios arqueológicos en la quebrada Mamilla, cuyo nombre podría proceder de la palabra mapuche milla que significa oro.
Francisco Solano Asta-Buruaga y Cienfuegos escribió en 1899 en su obra póstuma Diccionario Geográfico de la República de Chile sobre el lugar:
Mamilla.-—Quebrada de cauce profundo con una pequeña corriente de agua, que se abre en la costa del departamento de Tocopilla y que desemboca en el Pacífico á doce ó trece kilómetros al N. del puerto que da su nombre al departamento.
Luis Risopatrón la menciona en su Diccionario Jeográfico de Chile de 1924:: 520 
Mamilla (Quebrada de) 21° 59' 70° 10’. Es alta, poco pronunciada i ofrece abundante i buena agua, que da márjen al crecimiento de la vejetacion arborescente i al cultivo de algarrobos, pimientos etc; corre hácia el W i se vácia en la ribera del mar, a corta distancia al S del cabo Paquica o San Francisco. 1, II, p. 111; IX, p. 12; XII, p. 60; i XX, p. 196; 98, carta de San Román (1892); 155, p. 419; i 156.
También da cuenta de fuentes de agua en las cercanías: 
Mamilla (Aguada de) 21° 59’ 70° 10'. Ofrece agua dulce, da mas de 25 m³ en 24 horas i a su influencia crecen algarrobos, pimientos i algunas plantas trepadoras; brota a unos 100 m de altitud, a 3 kilómetros de la playa, en la quebrada del mismo nombre. 63, p. 110; 95, p. 95; i 98, III, p. 116.: 520 